# Molophilus (Molophilus) apricus
Molophilus (Molophilus) apricus is een tweevleugelige uit de familie steltmuggen (Limoniidae). De soort komt voor in het Australaziatisch gebied.